# NHK歌謡ホール
『NHK歌謡ホール』（エヌエイチケイかようホール）は、1981年4月7日 - 1986年3月18日までNHK総合テレビジョンで生放送されていた音楽番組である。
放送時間は火曜20:00 - 20:50（1985年4月以降は火曜20:00 - 20:45）。原則としてNHKホールからの中継形式で放送されていた。
1991年にも平日の夕方枠で1985年度版の再放送をしていたこともあった。

## 概要
毎回出演歌手の中から1人「座長」を指名し、座長を中心として、毎回異なるテーマに沿った曲を、メドレーや芝居形式等の様々な形式で紹介していくという内容で、『うたコン』の源流を築いた番組である。

## 司会
- 生方恵一（当時NHKアナウンサー）（1981年4月7日 - 1985年7月16日）
- 千田正穂（当時NHKアナウンサー）（1985年9月3日 - 1986年3月18日）

## スタッフ
- 構成：塚田茂 / 杉紀彦 / スタッフ東京

### 演奏
- 豊岡豊とスイングフェイス / 東京放送管弦楽団
- ダン池田とニューブリード / 東京放送管弦楽団
- 小野満とスイングビーバーズ / 東京放送管弦楽団
- 岡本章生とゲイスターズ/ 東京放送管弦楽団
- 小田啓義とニューブリード/ 東京放送管弦楽団